# Карательная экспедиция в Рио-Муни (1918)
Карательная экспедиция 1918 года в Рио-Муни — карательная операция, проводившаяся испанской колониальной администрации из города Бата на материковой части нынешней Экваториальной Гвинеи после получения доноса от Обамы Нзе, вождя поселения Видома, о якобы планируемом мятеже в районе поселения Мавомо, находящегося в глубине территории колонии.

## Предыстория
В статье, опубликованной в 1950 году в журнале El misionero (выпускавшимся католической конгреграцией кларетинцев) в рубрике Memorias de un viejo colonial y misionero sobre la Guinea continental española, говорится, что по причине личной вражды между Обамой Нзе и вождём поселения Мавомо по имени Иламадо Бе первый отправил испанским властям, представленным отрядом испанской колониальной гвардии, базирующимся в Бате, главном городе Рио-Муни, ложное сообщение о якобы готовящемся восстании против испанцев под руководством Бe. Возможно, одной из причин для ненависти Нзе была доминирующая роль поселения Мавомо в регионе и, в частности, до того момента хорошие отношения между Бе и испанской администрацией. С другой стороны, осуществляемое испанцами насильственное переселение людей, относящихся к группе народов фанг, на остров Фернандо-По, чтобы те работали там на островных плантациях, и политика принудительного труда, проводимая, например, лейтенантом колониальной гвардии Хулиано Айалой, приводила к различным восстаниям среди некоторых народов континентальной территории колонии, что объясняет то, почему испанские власти не были удивлены сообщением о якобы готовящемся восстании.

## Ход событий
Экспедиция, организованная в начале сентября 1918 года, имела целью ликвидацию очагов сопротивления, возникших, как предполагалось, по причине принудительного переселения населения, проведённого к тому времени. Целью похода было поселение Мавомо, располагавшееся в пределах современного национального парка Лос-Альтос-де-Нсорк, которая была названа в сообщении одним из главных центров зарождения повстанческого движения. Кампания проводилась под командованием лейтенанта Висенте Перейры и капралов Антонио Арройо и Хосе Куинтаса.
Перейра, выступив из Баты, прошёл с военной колонной через поселения Мокомо, Эйямионг, Окола и Бибого, достигнув Экумангумы 8 сентября, одновременно Арройо из Пунта Мбонда (у Баты) выступил с другой колонной, следуя по течению реки Экуку к Бибого. Третья колонна — во главе с Куинтасом — также двигалась в направлении Бибого, выступив из Мбини в устье реки Бенито, и прошла через Мбилефаллу, Медуму и Алум, достигнув пункта назначения сентября, после чего была объединена с войсками Арройо, которые прибыли на следующий день, и затем направилась навстречу Перейре.
После объединения колонн войск 8 сентября в Экумангуме экспедиционные силы начали 12 сентября наступление на Мавомо и несколько ближайших поселений — Нфулунко, Макога, Банунг, Мбараберг и Алум, расположенных вдоль реки Бирангон. Большая часть населения не оказывала никакого сопротивления, и, хотя на протяжении кампании было несколько локальных небольших стычек, единственное крупное сражение произошло на подступах Мавомо. Жителям Мавомо было известно о скором прибытии военной экспедиции, поэтому они приготовились к обороне. Бе был убит выстрелом солдата колониальной гвардии сенегальского происхождения, после чего враждебные испанцам группы коренного населения сдались и боевые действия были прекращены.